# رسلان قربانوف
رسلان قربانوف (روسية: Руслан Илдарович Курбанов؛ مواليد 12 سبتمبر 1991) هو لاعب كرة قدم أذربيجاني. يلعب حالياً لصالح قبله و‌منتخب أذربيجان لكرة القدم كمهاجم.
في 31 أغسطس 2016، وقع قربانوف على عقد لمدة عامين مع نادي قبله.

## روابط خارجية
- رسلان قربانوف على موقع الاتحاد الأوربي (الإنجليزية)
- رسلان قربانوف على موقع قاعدة بيانات كرة القدم.إي يو (الإنجليزية)
- رسلان قربانوف على موقع ناشيونال فوتبول تيمز (الإنجليزية)
- رسلان قربانوف على موقع Soccerway.com (الإنجليزية)
- رسلان قربانوف على موقع AS.com (الإسبانية)